# كارين كوستا
كارين كوستا (بالفرنسية: Karine Costa)‏ هي مغنية فرنسية، ولدت في 1977.

## وصلات خارجية
- كارين كوستا على موقع IMDb (الإنجليزية)
- كارين كوستا على موقع ميوزك برينز (الإنجليزية)
- كارين كوستا على موقع ديسكوغز (الإنجليزية)